# Homoursporc
Homoursporc (Manbearpig en version originale) est le sixième épisode de la dixième saison de la série animée South Park, ainsi que le 145e épisode de l'émission.

## Synopsis
Al Gore, ancien candidat démocrate aux élections américaines de 2000 face à George W. Bush, tente de convaincre tout le monde que l'« Homoursporc » — créature fantastique « moitié homme, moitié ours, moitié porc » — met en péril l'avenir de la planète. Stan, pris de pitié pour l'homme, que personne ne croit, décide de l'aider. Mais l'ancien candidat, dont la santé mentale paraît plus que fragile, entraîne Stan, Kyle, Cartman et Kenny dans une succession de péripéties qui vont mettre leurs jours en danger.